# 比奈知ダム
比奈知ダム（ひなちダム）は、三重県名張市上比奈知、淀川水系木津川左支名張川の上流部に位置するダムである。木津川上流ダム群の1つ。

## 沿革
1949年（昭和24年）の「淀川改修基本計画」及び1962年（昭和37年）の「淀川水系水資源開発基本計画」（フルプラン）の策定により、淀川水系は建設省（現・国土交通省近畿地方整備局）が治水を、水資源開発公団（現・独立行政法人水資源機構）が利水を主に受け持ち淀川水系の総合開発を推進していた。木津川流域では、木津川本川には小堰堤の大河原ダム（関西電力）以外適切なダムサイトが無い事からダムは建設されず、支流の名張川・布目川・前深瀬川に「木津川上流総合開発事業」として多目的ダムの建設を図った。
この中で名張川筋には名張川本川に高山ダムが1968年（昭和43年）、左支川・青蓮寺川に青蓮寺ダムが1970年（昭和45年）に、同じく左支川の宇陀川に室生ダムが1974年（昭和49年）に完成し、治水及び大阪市・大阪府・京都府・奈良県・兵庫県そして地元名張市・伊賀市への利水を行っている。それでも尚関西圏の人口は過密の度合いを増し、水需要は少雨時には容易に水不足になる等、水資源開発が人口増加に追い付かない状態であった。更に人口増加は宅地増加を招き、新規の堤防建設や川幅拡幅の為の用地買収はダム建設に伴うものよりも困難で補償額も高騰し、河川改修も厳しい状況となっていた。
こうした事から、建設省は新規の治水・利水を図る為に名張川上流部に多目的ダムの建設を検討し、高山ダム完成後の1968年に現在の比奈知地点で予備調査を開始した。その後淀川水系の新たなる治水計画である「淀川水系工事実施基本計画」が1971年（昭和46年）、フルプラン改訂が1972年（昭和47年）に定められ、この中で「木津川上流ダム群」の1つとして比奈知ダムが計画に加えられた。これに伴い比奈知ダムは建設省から公団へ事業が移管され、同年より実施計画調査が開始された。

## 完成まで
ダム地点の比奈知地区の内、20戸が水没する事となった。住民はダム建設に対し反対の意思を強め、交渉は困難を極めた。特に1973年（昭和48年）に制定された水源地域対策特別措置法の対象用件（水没戸数30戸以上or水没農地面積30 ha以上）にダムが満たない事もあり、補償交渉は長期化の様相となった。双方の粘り強い交渉の結果補償交渉も妥結、1982年（昭和57年）3月に事業認可が下りて本格的な工事に入った。1998年（平成10年）、ダムは26年の歳月を掛けて完成し、木津川上流ダムとしては最も新しいダムとして本格供用が開始された。
ダムの型式は重力式コンクリートダムで、高さは70.5 m。名張川・木津川・淀川流域の洪水調節、流域既得用水の補給として不特定利水、京都府・奈良市・名張市への上水道供給、中部電力の小規模水力発電（1,800 kW）を目的とした多目的ダムである。高山・青蓮寺・室生・布目ダムと共に総合的な管理が行われ、淀川水系の治水・利水に多大な貢献をしている。

## ひなち湖
ダム湖は「ひなち湖」と命名され、水資源機構と三重県内の環境保護団体7団体が共同して湖の水質浄化に取り組んでいる。ダム事業者と環境保護団体は対立するケースが多く、このように協力してダムの環境維持に取り組む姿勢は珍しい。浮島に植物を植えて、その植物の水質浄化作用を利用してひなち湖の環境保護を図ろうとしている。ひなち湖を一周する周回道路が整備されるほか、秋の紅葉の時期にマラソン大会も行われている。
一般的には通常では入れないダム本体内部・洪水吐内部の見学も可能で、管理事務所に希望を申請すれば見学することができる。予約制ではなく随時受け付け可能となっている。さらにダム本体は毎年夏になるとライトアップされ、暗闇に浮かぶ「白亜の城壁」は観光スポットにもなっている。これらは1994年（平成6年）より実施されている「地域に開かれたダム」施策の一環であり、国土交通省や水資源機構のダムは方針を各ダム管理所毎に国土交通省へ提出することとなっている。なお、地域との共生・観光地としてのダム事業として成功している例は、淀川水系では日吉ダム（桂川）がある。